# Гедзіра Всеволод Іванович
Гедзіра Всеволод Іванович (нар. 1919 — 1994) — організатор сільського господаства Української РСР, Герой Соціалістичної Праці (1971).

## Біографія
Народився у 1919 році в селі Кишло-Замжієво на півночі Бессарабії (нині с. Подвір'ївка Кельменецького району Чернівецької області) у бідній селянській сім'ї. Українець. Навчався у агрономічній школі в місті Кишинів.
До РСЧА призваний Липканським РВК Молдавської РСР у квітні 1944 року. Учасник німецько-радянської війни з липня 1944 року. Телефоніст взводу управління 462-го винищувально-протитанкового артилерійського полку 11-ї окремої винищувально-протитанкової артилерійської бригади рядовий Гензіра В. І. брав участь у Яссько-Кишинівській операції, бойових діях на території Угорщини, Австрії, Чехословаччини.
Після демобілізації в 1948 році працював у м. Окниця (Молдова) у сільськогосподарському відділі райвиконкому. У 1955 році запросили на батьківщину у Кельменецький район на посаду агронома Вартиківської машино-тракторної станції (МТС). У 1964 році обраний головою колгоспу села Росошани, у 1970–1973 роках очолював колгосп у селі Ленківці, впродовж 1973–1980 років — керівник господарства імені Мічуріна села Подвір'ївка, а з 1980 по 1989 роки - голова ревізійної комісії цього ж колгоспу.

## Громадька діяльність
Депутат Кельменецької районної Ради депутатів трудящих. Член Кельменецького райкому КПУ. Обирався делегатом з'їзду Компартії України.

## Нагороди і почесні звання
Указом Президії Верховної Ради СРСР від 8 квітня 1971 року за видатні успіхи, досягнуті в розвитку сільськогосподарського виробництва і виконанні п'ятирічного плану продажу державі продуктів землеробства і тваринництва, голові колгоспу «Радянська Україна» Гедзірі Всеволоду Івановичу присвоєне звання Героя Соціалістичної Праці.
Нагороджений двома орденами Леніна, орденами Вітчизняної війни 2-го ступеня, «Знак Пошани», медалями, Почесною Грамотою Президії Верховної Ради СРСР.